# Alessandro Cortinovis

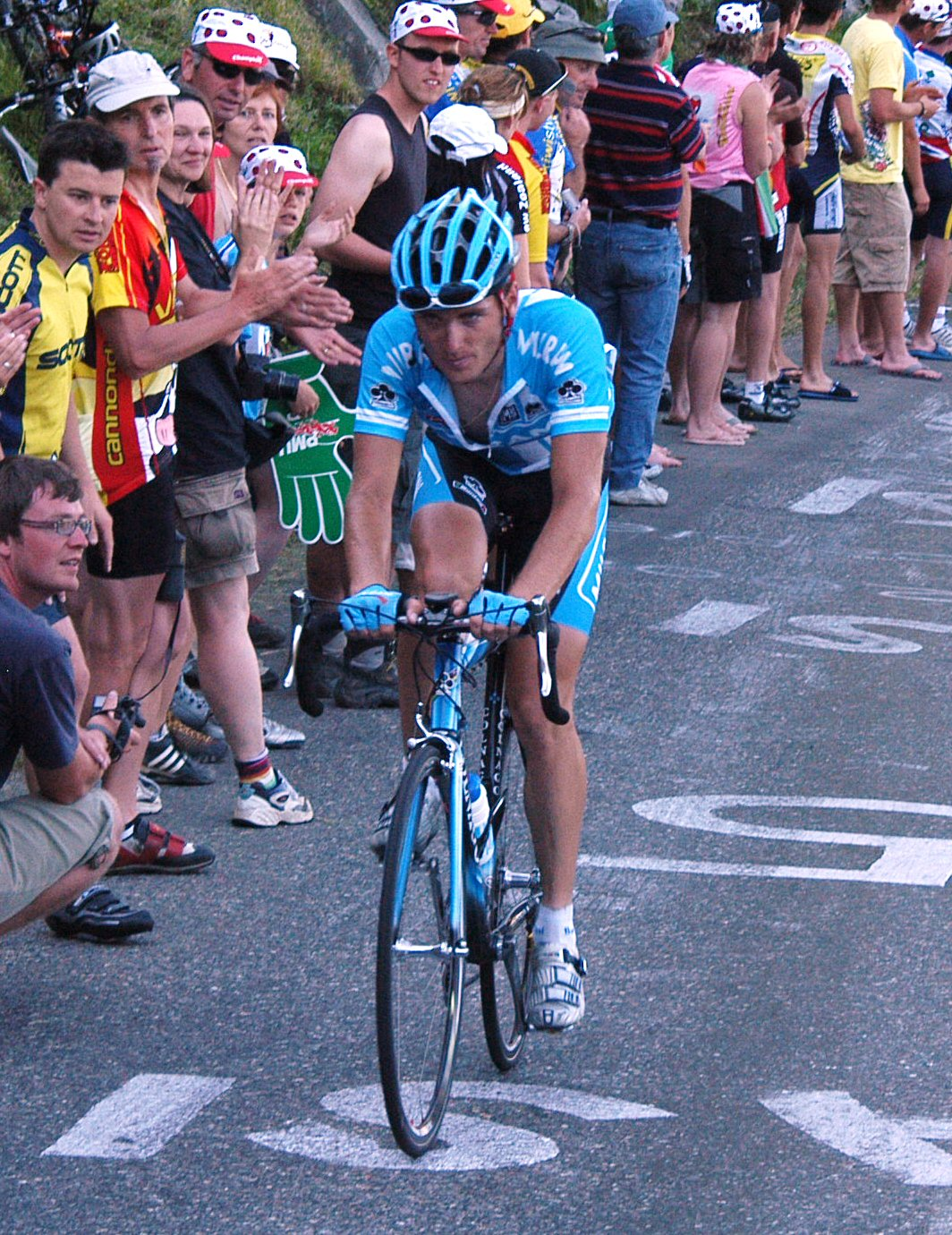
Alessandro Cortinovis bei der Tour de France 2007

Alessandro Cortinovis (* 11. Oktober 1977 in Bergamo) ist ein ehemaliger italienischer Radrennfahrer.
Alessandro Cortinovis begann seine Karriere 1999 bei dem italienischen Radsportteam Polti. Er fuhr dort zwei Jahre, bis er 2001 zu Colpack-Astro ging, mit denen er am Giro d’Italia teilnahm. Nach einem Jahr wechselte er zu Lampre. Hier nahm er 2002 zum ersten Mal an der Tour de France teil, die er als 140. beendete. Beim GP Beghelli wurde Cortinovis zeitgleich mit dem Sieger Gianluca Bortolami zweiter.
2005 wechselte er zu dem ProTeam Domina Vacanze und fuhr ab 2006 für die deutsch-italienische Nachfolge-Mannschaft Milram. Nach der Saison 2007 verlängerte Milram seinen Vertrag nicht, weswegen er mangels anderer Angebote seine Karriere beenden musste.

## Teams
- 1999–2000 Team Polti
- 2001 Colpack-Astro
- 2002–2004 Lampre
- 2005 Domina Vacanze
- 2006–2007 Team Milram